# Brucheville
Brucheville település Franciaországban, Manche megyében. Lakosainak száma 139 fő (2018. január 1.). Brucheville Sainte-Marie-du-Mont, Vierville, Hiesville és Brévands községekkel határos.

## Népesség
A település népességének változása:
| Lakosok száma | 207  | 181  | 174  | 147  | 154  | 146  | 146  | 148  | 141  | 139  |
|               | 1968 | 1975 | 1982 | 1999 | 2006 | 2011 | 2013 | 2016 | 2017 | 2018 |